# Gendündub
Gendündub (1391 – 1474) je považován za prvního v linii tibetských dalajlamů. Byl žákem Congkhapy, zakladatele školy Gelugpa.
Podle tradice se narodil v chlévě v rodině kočovných pastevců a do sedmi let vyrůstal jako pastýř. Po této době byl umístěn do kláštera a vyrostl z něj učenec známý po celé zemi.